# 인도네시아 문학
인도네시아 문학(- 文學, 인도네시아어: Sastra Indonesia)은 인도네시아의 문학 작품을 이른다. 여기서 다루는 1870년대 이전의 고전 문학은 말레이어로 쓰인 고전 문학 일반으로, 말레이시아의 말레이어 고전 문학과 뿌리를 공유한다. 이후에는 주로 네덜란드 지배하의 동인도 지역에서 말레이어로 쓰인 문학을 다루며, 독립 이후에는 인도네시아어로 된 문학 작품을 다룬다. 인도네시아에서 쓰이는 언어 중 자와어와 순다어, 발리어 등에는 풍성한 고전 문학 전통이 존재하는데, 이는 자와 문학과 순다 문학, 발리 문학에서 별도로 다룬다.

## 푸장가 라마

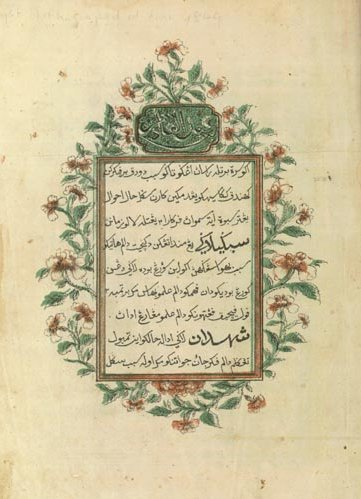
자위 문자로 쓰인 압둘라 빈 압둘 카디르의 《히카얏 압둘라》.

인도네시아 문학사에서 최초의 시기는 말레이어로 문학 작품이 쓰인 푸장가 라마(인도네시아어: Pujangga Lama →고전기)이다. 이 시기의 문학은 현재의 말레이시아 지역에서 전개된 말레이어 고전 문학을 포함한다.
고전기의 문학은 전통적으로 인도 문학, 불교 문학, 이슬람 문학의 강한 문학적 영향권 하에서 형성되었다. 인도의 고전적인 서사시인 마하바라타와 라마야나가 번역되면서 그에 따른 파생 문학 작품들이 풍성하게 창작되었고, 고전 시 양식의 하나로서 불교와 힌두교의 비의문학에서 유래한 만트라가 말레이인들의 양식대로 창작되고 있었다. 또 이슬람 문학의 영향을 받아 10세기 무렵부터 중요한 고전 산문 양식으로 나타나기 시작한 히카얏(Hikayat)도 있었다.
만트라보다 격을 갖춘 중요한 전통 운문 양식으로는 판툰(Pantun)과 샤이르(Syair)가 있다. 먼저 판툰은 1연이 4행으로 구성되며 각 행은 4개의 단어로 구성되고 총 8-10음절로 간결하다. 판툰은 행의 끝 단어마다 A-B-A-B 형태의 각운을 취하며, 긴 판툰은 짝수 개수의 연(2연, 4연, 6연 등)을 가질 수 있지만 대부분의 판툰은 짧게 1연으로 끝난다. 샤이르는 1연이 4행으로 구성되는 것은 판툰과 같지만, 각 행의 단어 개수는 제한이 없고 다만 총 8-12음절을 취해야 한다.(보통 10음절이다) 또 판툰과 다르게 샤이르의 각운은 A-A-A-A 형태가 된다.
이 밖에도 다양한 전통 문학 양식이 있다. 몇 가지를 더 꼽자면, 1연이 2행으로 구성되고 1행이 4-6개의 단어로 구성되는 나잠(Nazam), 제약 없는 자유시로서 사회 관습을 주제로 하는 트롬바(Teromba), 1연 2행, 1행 3-6개로 구성되는 연작시 구린담(Gurindam), 자유시로서 해학이나 비유를 담은 슬로카(Seloka) 등이 고전기의 운문 양식으로 활발하게 창작되었다.

## 고전 말레이어 문학
푸장가 라마 이후의 시기는 네덜란드령 동인도에서 유럽의 강한 영향권 하에 링구아 프랑카였던 말레이어로 주로 화교나 유럽인 등에 의해 조금씩 과도기적인 문학 작품이 쓰이고 번역되기 시작한 1870년부터의 고전 말레이어 문학(인도네시아어: Sastra Melayu Lama 사스트라 믈라유 라마[*]) 시기이다. 이 시기의 작품으로는 1890년에 쓰인 《포푸리(Boenga Rampai)》 등이 있으며, 《로빈슨 크루소》, 《몬테크리스토 백작》, 《80일간의 세계 일주》 등의 작품도 이 시기에 최초로 말레이어로 번역되었다.

## 인도네시아 근현대 문학
인도네시아어로 쓰인 근현대 전간기 문학사는 크게 세 단계로 나뉜다. 이 문학사의 단계를 이해하기 위해서는 그 역사적 배경을 살펴 볼 필요가 있다. 19세기 말-20세기 초반에 네덜란드의 식민지 점령이 완성되자마자 고양된 인도네시아 민족주의 의식과 높아진 교육열을 수용하며 식민 지배의 효율성을 기하기 위해 네덜란드 식민 정부는 1908년 고급 말레이어의 사용을 권장하는 국민 독서 위원회(Komisi Bacaan Rakyat)를 설립하였다. 이는 식민 당국이 운영하는 출판사로, 여기서 학교 교육에 사용되는 말레이어를 발전시키고 말레이어로 된 각종 출판물을 발간하였다. 이 기구는 1917년에 확대 개편되어 발레이 푸스타카(Balai Pustaka)로 개명되었는데, 이때부터 이 출판사에서 문학 작품들이 본격적으로 출간되기 시작하였다. 이 기구에 바탕을 둔 1920년대 인도네시아에서의 발흥기 말레이어 근대 문학을 발레이 푸스타카 문학이라 한다. 이후에 문학의 저변이 좀 더 넓어져 1930년대에는 문학 동인들이 모여 푸장가 바루(Pujangga Baru)라는 문예지를 중심으로 문학 활동을 벌였는데, 이 1930년대 - 1945년 간의 문학을 푸장가 바루 문학이라 한다. 마지막으로 1945년을 기점으로 일본 식민기가 끝나고 인도네시아에 독립에 대한 열망과 민족주의의 기운이 팽배하게 되었다. 이 때부터의 문학을 45세대 문학(1945 세대 문학)이라 한다.

## 대표 작가
이하에서 한국어로 번역된 작품이 있는 경우 해당 작가 밑에 기재하였다.

### 발레이 푸스타카
- 므라리 시르가르(Merari Siregar)
- 압둘 무이스(Abdul Muis)
- 누르 수탄 이스칸다르(Nur Sutan Iskandar)
- 무하맛 야민(Muhammad Yamin)
- 마라 루슬리(Marah Roesli)
- 자말루딘 아디느고로(Djamaluddin Adinegoro)

### 푸장가 바루
- 수탄 탁디르 알리샤바나(Sutan Takdir Alisjahbana)
- 함카(Hamka)
- 아르메인 파네(Armeijn Pane)
- 아미르 함자(Amir Hamza)
- 루스탐 에펜디(Rustam Effendi)

### 45세대
- 하이릴 안와르(Chairil Anwar)
- 이드루스(Idrus)

### 50세대
- 프라무댜 아난타 투르(Pramoedya Ananta Toer)
  - 인간의 대지
- 엔하 디니(Nh. Dini)
- 시토르 시투모랑(Sitor Situmorang)
- 목타르 루비스(Mochtar Lubis)
  - 자카르타의 황혼(Senja di Jakarta; Twilight in Jakarta)[5]
- 아집 로시디(Ajip Rosidi)
- 알리 악바르 나비스(Ali Akbar Navis)
- 렌드라(Rendra)
- 수바기오 사스트로와르도요(Subagio Sastrowardoyo)

### 66세대
- 우마르 카얌(Umar Kayam)
- 타우픽 이스마일(Taufik Ismail)
- 수타르지 바흐리(Sutardji Bachri)
- 구나완 모하맛(Goenawan Mohamad)
- 푸투 위자야(Putu Wijaya)
- 쿤토위조요(Kuntowijoyo)
- 이완 시마투팡(Iwan Simatupang)

### 1980-1990 세대
- 유숩 빌랴르타 망운위자야(W. B. Mangunwijaya)
- 부디 다르마(Budi Darma)
- 아마둔 요시 헤르판다(Ahmadun Yosi Herfanda)

### 레포르마시 세대
- 위지 투쿨(Widji Thukul)

### 2000 세대
- 아유 우타미(Ayu Utami)
  - 사만(Saman)
- 세노 구미라 아지다르마(Seno Gumira Ajidarma)
- 데위 르스타리(Dewi Lestari)
- 안드레아 히라타(Andrea Hirata)
  - 블리퉁섬의 무지개 학교(원제 Laskar Pelangi →무지개 부대)

## 같이 보기
- 말레이시아 문학
- 자와 문학
- 순다 문학
- 발리 문학

## 참고 문헌
- 고영훈 외, 《인도네시아 문학의 이해》, 한국외국어대학교 출판부, 2004.